# 九仙山弥勒造像
九仙山弥勒造像，位于中国福建省德化县九仙山，为一个省级文物保护单位，类型为石刻及造像，为第五批福建省文物保护单位，公布时间为2001年1月20日。
九仙山弥勒造像的历史年代为宋元。